# Stelarc

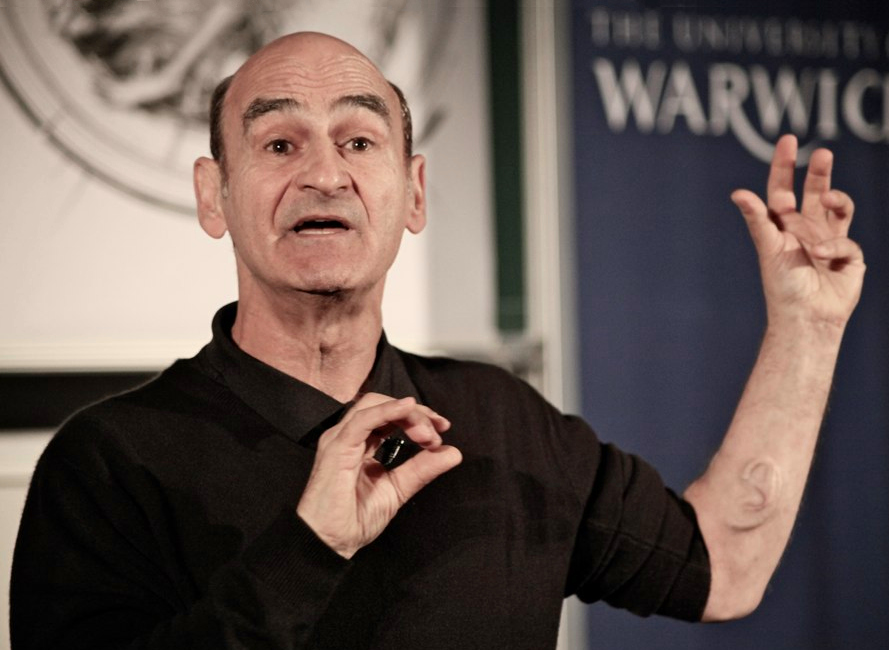
Stelarc (2011)

Stelarc, pseudônimo de Stelios Arcadiou (19 de junho de 1946, Limassol, Chipre) é um artista performático cujas obras concentram-se fortemente no futurismo e na extensão das capacidades do corpo humano. Como tal, a maioria de suas peças estão centradas em torno do conceito de que o corpo humano é obsoleto. Até 2007, ocupava o cargo de Principal Research Fellow na Performance Arts Digital Research Unit da Nottingham Trent University em Nottingham, Inglaterra. Teve duas filhas, uma das quais, Astra Stelarc, deu continuidade à carreira artística do pai.

## Performances
As performances idiossincráticas de Stelarc freqüentemente envolvem robótica ou outras tecnologias relativamente modernas integradas de algum modo com seu corpo. Em 25 diferentes performances, ele fez suspender-se através de ganchos, freqüentemente com uma de suas invenções robóticas integrada. Em outra performance, permitiu que seu corpo fosse controlado remotamente por estimuladores eletrônicos de músculos conectados à internet. Ele também já se apresentou com uma terceira mão robótica, um terceiro braço robótico, e dentro de uma máquina de andar pneumática semelhante a uma aranha com seis pernas, controlada através de gestos dos braços.
Suas obras têm sido saudadas por sua capacidade de envolver uma ampla audiência, sendo o melhor exemplo disto a concordância para que internautas se conectassem na exibição e passassem a controlar os eletrodos aos quais seu corpo suspenso estava conectado.

### Orelha no braço
Em 2007 Stelios Arcadiou causou polêmica ao cultivar uma prótese de orelha humana através de cultura celular e depois implanta-la em seu braço esquerdo com uma cirurgia. Ele foi o primeiro e único homem a utilizar esta técnica.

## Obras
In 2005, a MIT Press publicou Stelarc: The Monograph a qual é o primeiro estudo intensivo da prolífica obra de Stelarc. Inclui imagens das performances e entrevistas com vários escritores, incluindo William Gibson, que relembra seus encontros com Stelarc.

## Prêmios e honrarias
- Em 1995 Stelarc recebeu uma bolsa de 3 anos de duração do Australia Council for the Arts.
- Em 1997 a Carnegie Mellon University nomeou-o Professor Honorário de Arte e Robótica.
- Em 1998 foi o artista-residente da cidade de Hamburgo, Alemanha.
- Em 2000 a Monash University concedeu-lhe um título honorário em Direito.
- Em março de 2003, na Ohio State University, concluiu seu programa de artista-residente.

### Textos de Stelarc
- (em inglês)-Prosthetic Head: Intelligence, Awareness and Agency
- (em inglês)-Suspended Bodies - Uncertain, Anxious and Obsolete
- (em inglês)-FROM ZOMBIE TO CYBORG BODIES - Extra Ear, Exoskeleton and Avatars
- (em inglês)-Prosthetic Head